# Pison angustivertex
Pison angustivertex (лат.) — вид песочных ос (Crabronidae) рода Pison из подсемейства Crabroninae.

## Распространение
Австралия.

## Описание
Мелкие коренастые осы с сидячим брюшком (длина самцов от 4,6 до 6,0 мм, самки от 4,4 до 7,1 мм), основная окраска чёрная, кончики мандибул желтовато-коричневые, тело покрыто серебристыми щетинками. От близких видов отличается следующими признаками: узкий вертекс и щёки; мелкие размеры тела; полуприжатые щетинки на щеках; тегулы не выдаются назад за передний край аксилл; проподеум без продольного киля; лоб матовый с мелкими пунктировками.
Внутренние края глаз окаймлённые килем, место прикрепления усиков соприкасается с фронтоклипеальным швом. Крылья с 3 субмаргинальными (радиомедиальными) ячейками, вторая из которых стебельчатая.
Предположительно, как и другие виды своего рода ловят пауков, а гнёзда располагаются в готовых полостях (ходах ксилофагов, в ветвях, или из глины).
Вид был впервые описан в 2018 году в ходе ревизии, проведённой американским гименоптерологом Войцехом Пулавским (Wojciech J. Pulawski; Калифорнийская академия наук, Сан-Франциско, США).